# 托马什·普莱卡内茨
托马什·普莱卡内茨（捷克語：Tomáš Plekanec，1982年10月31日—），捷克男子冰球运动员。他曾代表捷克参加2010年和2014年冬季奥林匹克运动会冰球比赛，分别获得第七名和第六名。